# 1950 à Terre-Neuve-et-Labrador
Chronologie de Terre-Neuve-et-Labrador
- 1946
- 1947
- 1948
- 1949
- 1950
- 1951
- 1952
- 1953
- 1954

Cette page concerne des événements d'actualité qui se sont produits durant l'année 1950 dans la province canadienne de Terre-Neuve-et-Labrador.

## Politique
- Premier ministre : Joseph Smallwood
- Chef de l'Opposition :
- Lieutenant-gouverneur :
- Législature :

## Naissances

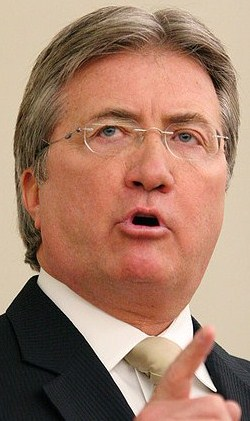
Danny Williams

- 2 mai : Roger Grimes, ancien premier ministre de Terre-Neuve-et-Labrador.

- 4 août : Daniel E. « Danny » Williams (né  à Saint-Jean de Terre-Neuve) est un homme d'affaires et homme politique canadien. Il était le 9e Premier ministre de Terre-Neuve-et-Labrador du 6 novembre 2003 au 3 décembre 2010. En 2007, il a une importante dispute avec Stephen Harper à propos des paiements fédéraux.